# Victor Zâmbrea
Victor Zâmbrea (n. 1924, Reni, România – d. 2000, Chișinău, Republica Moldova) a fost un pictor, activist și disident basarabean. 

## Biografie
Zâmbrea s-a născut în 1924 în Reni, județul Ismail, Regatul României (azi în Ucraina). În anul 1936 a absolvit gimnaziul din Reni, finalizându-și studiile liceale la București. În 1941 s-a înscris la Școala de Arte Frumoase din capitala României, urmând ca în 1942 să se înroleze voluntar în Marina Regală Română.
În noiembrie 1944, a fost arestat de NKVD, fiind eliberat în 1945. S-a mutat la Ismail, unde a intrat în gruparea Vocea Basarabiei. În mai 1948, a fost arestat sub acuzația de propagandă proromânească. A reușit să evadeze, schimbându-și numele în Dumbrovschi. 
S-a stabilit ulterior în Chișinău, luând legătura cu grupările antisovietice din oraș. În seara de 6 iulie 1949 a fost arestat în timpul deportărilor staliniste, fiind acuzat de „propagandă antisovietică”, fiind clasificat drept „tradător al poporului sovietic”. Amnistia din martie 1953, dată după moartea lui Iosif Stalin, l-a salvat de la pedeapsa capitală. 
În 1958 a fost eliberat, întorcându-se la Chișinău. În 1963 a absolvit Universitatea de Arte din Moscova. A fost membru al Uniunii Artiștilor Plastici din RSS Moldovenească. A lucrat ca pictor până în 1984. În anul 1994 a dedicat mai multe picturi românilor basarabeni deportați în Siberia. 
Zâmbrea a decedat în anul 2000, în Chișinău.